# Flez-Cuzy
Flez-Cuzy és un municipi francès, situat al departament del Nièvre i a la regió de Borgonya - Franc Comtat. L'any 2007 tenia 130 habitants.

## Demografia

### Població
El 2007 la població de fet de Flez-Cuzy era de 130 persones. Hi havia 59 famílies, de les quals 20 eren unipersonals (8 homes vivint sols i 12 dones vivint soles), 23 parelles sense fills, 8 parelles amb fills i 8 famílies monoparentals amb fills.
La població ha evolucionat segons el següent gràfic:
Habitants censats

### Habitatges
El 2007 hi havia 100 habitatges, 63 eren l'habitatge principal de la família, 31 eren segones residències i 6 estaven desocupats. 98 eren cases i 2 eren apartaments. Dels 63 habitatges principals, 48 estaven ocupats pels seus propietaris, 11 estaven llogats i ocupats pels llogaters i 5 estaven cedits a títol gratuït; 1 tenia una cambra, 7 en tenien dues, 15 en tenien tres, 16 en tenien quatre i 24 en tenien cinc o més. 49 habitatges disposaven pel capbaix d'una plaça de pàrquing. A 35 habitatges hi havia un automòbil i a 19 n'hi havia dos o més.

### Piràmide de població
La piràmide de població per edats i sexe el 2009 era:
| Homes | Edats   | Dones |
| ----- | ------- | ----- |
| 0     | 95 o +  | 0     |
| 0     | 90 a 94 | 0     |
| 4     | 85 a 89 | 8     |
| 0     | 80 a 84 | 0     |
| 0     | 75 a 79 | 4     |
| 8     | 70 a 74 | 8     |
| 0     | 65 a 69 | 4     |
| 4     | 60 a 64 | 0     |
| 8     | 55 a 59 | 8     |
| 0     | 50 a 54 | 8     |
| 4     | 45 a 49 | 4     |
| 0     | 40 a 44 | 4     |
| 4     | 35 a 39 | 4     |
| 8     | 30 a 34 | 0     |
| 4     | 25 a 29 | 0     |
| 12    | 20 a 24 | 4     |
| 4     | 15 a 19 | 8     |
| 4     | 10 a 14 | 0     |
| 4     | 5 a 9   | 4     |
| 8     | 0 a 4   | 0     |

## Economia
El 2007 la població en edat de treballar era de 68 persones, 49 eren actives i 19 eren inactives. De les 49 persones actives 41 estaven ocupades (21 homes i 20 dones) i 8 estaven aturades (6 homes i 2 dones). De les 19 persones inactives 9 estaven jubilades, 2 estaven estudiant i 8 estaven classificades com a «altres inactius».

### Ingressos
El 2009 a Flez-Cuzy hi havia 66 unitats fiscals que integraven 126,5 persones, la mediana anual d'ingressos fiscals per persona era de 15.248 €.

### Activitats econòmiques
Dels 4 establiments que hi havia el 2007, 1 era d'una empresa de construcció, 1 d'una empresa d'hostatgeria i restauració i 2 d'empreses de serveis.
Dels 2 establiments de servei als particulars que hi havia el 2009, 1 era una empresa de construcció i 1 restaurant.

## Poblacions més properes
El següent diagrama mostra les poblacions més properes.